# Димитрије Георгијевић
Димитрије Георгијевић Старик (Пожаревац, 15. октобар 1884 — Београд, 30. јануар 1959) био је учесник Октобарске револуције, Шпанског грађанског рата и Народноослободилачке борбе и генерал-потпуковник ЈНА.

## Биографија
Рођен је, као Димитрије Бугарски, 15. октобра 1884. године у Пожаревцу. Био је члан Социјалдемократске радничке партије од 1908, а од 1919. године члан Радничке комунистичке партије (бољшевика).
Као војник Аустроугарске војске, у Првом светском рату, је пао у руско заробљеништво. Године 1917. ступио је у одред Црвене армије и учествовао у Великој октобарској социјалистичкој револуцији. Тада мења своје презиме Бугарски у Георгијевић.
У Црвеној армији остаје све до 1922. године, а потом врши разне дужности у Совјетском Савезу и похађа Свердловски универзитет и Аграрни институт. Учесник је Шпанског грађанског рата од 1937. до 1939. године. После слома Шпанске републике вратио се поново у Совјетски Савез.
За време Великог отаџбинског рата обављао је разне дужности у Црвеној армији, а јуна 1944. године учествује у стварању Прве југословенске бригаде у Совјетском Савезу и постаје њен политички комесар. Заједно са бригадом октобра 1944. године долази у Југославију и улази у састав 23. српске дивизије 14. српског корпуса НОВЈ.
После ослобођења Југославије био је на разним дужностима у Југословенској народној армији, имао је чин генерал-потпуковника. Био је члан Ревизионе комисије при Централном комитету Комунистичке партије Југославије. Пензионисан је 1952. године.
Умро је 30. јануара 1959. године и сахрањен у Алеји народних хероја на Новом гробљу у Београду.
Одликован је Орденом заслуге за народ са златном звездом и Орденом братства и јединства са златним венцем.